# Kiss Farewell Tour
Kiss Farewell Tour è stato un tour del gruppo hard rock statunitense Kiss, svoltosi nel corso di un anno, dall'11 marzo 2000 al 13 aprile 2001. Il tour sarebbe stato, nelle intenzioni del gruppo, l'ultimo in cui la formazione originale si sarebbe esibita, tuttavia già poco prima dell'inizio della tappa giapponese (aggiunta assieme a quella australiana dopo l'annuncio delle tappe del tour) Peter Criss abbandonerà il gruppo perché non soddisfatto del proprio contratto, favorendo il ritorno di Eric Singer, che suonerà nelle date successive truccato come Criss.

## Antefatti
Questo avrebbe dovuto essere l'ultimo tour dei Kiss, tuttavia, alla fine del 2002 la band annunciò che non si sarebbero ritirati come previsto. Sebbene i Kiss continuarono a esibirsi dopo la conclusione del tour, questo fu l'ultimo tour con la formazione originale riunita. Paul Stanley in seguito rivelò che il tour era un tentativo di "mettere i Kiss fuori dalla loro miseria" in seguito ai problemi legali durante la produzione di Psycho Circus, e la band avrebbe avuto esibizioni dal vivo deludenti ed "era praticamente prigioniera di facendo le stesse canzoni ogni tour."

Il tour iniziò l'11 marzo 2000 a Phoenix, in Arizona, al Blockbuster Desert Sky Pavilion.
Durante lo spettacolo a Irvine, in California, Frehley perse il volo e finì per dover arrivare in elicottero allo spettacolo, dove il manager della band aveva già contattato Tommy Thayer, il quale era vestito con il suo trucco, pronto a sostituirlo.
Peter Criss aveva effettivamente lasciato la band dopo lo spettacolo finale a North Charleston, nell'ottobre 2000; tuttavia, questo non fu noto pubblicamente all'epoca. Il suo contratto, stipulato prima del tour di reunion era praticamente scaduto e lui e i Kiss non erano in grado di venire a patti  cosicché potesse continuare con la band, il risultato fu ch'egli distrusse la sua batteria, per la frustrazione, alla fine dello spettacolo. Fu sostituito da Eric Singer per le date giapponesi ed australiane. Frehley, invece, lasciò la band dopo questo tour, con l'intenzione di concentrarsi sulla sua carriera da solista.
Nel programma del tour finale della band Stanley ha riflettuto su questo:
(Paul Stanley, 2019)

## Artisti d'apertura
- Ted Nugent = 1
- Skid Row = 2
- American Pearl = 3
- Neve = 4
- Beautiful Creatures = 5
- Serial Joe = 6
- Brickfoot = 7
- The Screaming Jets = 8

## Date e tappe[1][9][10]
| Data              | Città            | Stato        | Luogo                                       | Artisti d'apertura | Biglietti venduti / Biglietti disponibili | Incasso      | Riferimenti  |
| Nord America      | Nord America     | Nord America | Nord America                                | Nord America       | Nord America                              | Nord America | Nord America |
| ----------------- | ---------------- | ------------ | ------------------------------------------- | ------------------ | ----------------------------------------- | ------------ | ------------ |
| 11 marzo 2000     | Phoenix          | Stati Uniti  | Desert Sky Pavilion                         | 1                  | N.D.                                      | N.D.         | N.D.         |
| 12 marzo 2000     | Tucson           | Stati Uniti  | Tucson Convention Center                    | 1                  | N.D.                                      | N.D.         | N.D.         |
| 14 marzo 2000     | Las Cruces       | Stati Uniti  | Pan American Center                         | 1 ; 2              | N.D.                                      | N.D.         | N.D.         |
| 17 marzo 2000     | Las Vegas        | Stati Uniti  | Mandalay Bay Events Center                  | 1 ; 2              | N.D.                                      | N.D.         | N.D.         |
| 18 marzo 2000     | Anaheim          | Stati Uniti  | Arrowhead Pond                              | 1 ; 2              | 14 009 / 14 009                           | $826 365     | [ 13 ]       |
| 19 marzo 2000     | San Diego        | Stati Uniti  | San Diego Sports Arena                      | 1 ; 2              | N.D.                                      | N.D.         | N.D.         |
| 21 marzo 2000     | Bakersfield      | Stati Uniti  | Rabobank Arena                              | 1 ; 2              | N.D.                                      | N.D.         | N.D.         |
| 23 marzo 2000     | Oakland          | Stati Uniti  | Oakland Arena                               | 1 ; 2              | 14 494 / 15 885                           | $860 759     | [ 14 ]       |
| 25 marzo 2000     | Reno             | Stati Uniti  | Lawlor Events Center                        | 1 ; 2              | 9 935 / 10 465                            | $408 340     | [ 14 ]       |
| 27 marzo 2000     | Salt Lake City   | Stati Uniti  | E Center                                    | 1 ; 2              | N.D.                                      | N.D.         | N.D.         |
| 28 marzo 2000     | Denver           | Stati Uniti  | Pepsi Center                                | 1 ; 2              | N.D.                                      | N.D.         | N.D.         |
| 29 marzo 2000     | Lubbock          | Stati Uniti  | United Spirit Arena                         | 1 ; 2              | N.D.                                      | N.D.         | N.D.         |
| 31 marzo 2000     | San Antonio      | Stati Uniti  | The Alamodome                               | 1 ; 2              | 20 760 / 20 760                           | $908 025     | [ 14 ]       |
| 1 aprile 2000     | Houston          | Stati Uniti  | Cynthia Woods Mitchell Pavilion             | 1 ; 2              | N.D.                                      | N.D.         | N.D.         |
| 2 aprile 2000     | Dallas           | Stati Uniti  | Smirnoff Music Centre                       | 1 ; 2              | N.D.                                      | N.D.         | N.D.         |
| 4 aprile 2000     | Oklahoma City    | Stati Uniti  | Myriad Convention Center                    | 1 ; 2              | N.D.                                      | N.D.         | N.D.         |
| 5 aprile 2000     | Little Rock      | Stati Uniti  | Alltel Arena                                | 1 ; 2              | N.D.                                      | N.D.         | N.D.         |
| 6 aprile 2000     | Pensacola        | Stati Uniti  | Pensacola Civic Center                      | 1 ; 2              | N.D.                                      | N.D.         | N.D.         |
| 8 aprile 2000     | West Palm Beach  | Stati Uniti  | Mars Music Amphitheatre                     | 1 ; 2              | N.D.                                      | N.D.         | N.D.         |
| 9 aprile 2000     | Fort Myers       | Stati Uniti  | TECO Arena                                  | 1 ; 2              | N.D.                                      | N.D.         | N.D.         |
| 11 aprile 2000    | Orlando          | Stati Uniti  | Orlando Arena                               | 1 ; 2              | N.D.                                      | N.D.         | N.D.         |
| 12 aprile 2000    | Tampa            | Stati Uniti  | Ice Palace                                  | 1 ; 2              | N.D.                                      | N.D.         | N.D.         |
| 14 aprile 2000    | Birmingham       | Stati Uniti  | BJCC Arena                                  | 1 ; 2              | N.D.                                      | N.D.         | N.D.         |
| 15 aprile 2000    | Atlanta          | Stati Uniti  | Philips Arena                               | 1 ; 2              | N.D.                                      | N.D.         | N.D.         |
| 16 aprile 2000    | New Orleans      | Stati Uniti  | New Orleans Arena                           | 1 ; 2              | N.D.                                      | N.D.         | N.D.         |
| 18 aprile 2000    | Columbia         | Stati Uniti  | Carolina Coliseum                           | 1 ; 2              | N.D.                                      | N.D.         | N.D.         |
| 20 aprile 2000    | Charlotte        | Stati Uniti  | Charlotte Coliseum                          | 1 ; 2              | N.D.                                      | N.D.         | N.D.         |
| 21 aprile 2000    | Greenville       | Stati Uniti  | Bi-Lo Center                                | 1 ; 2              | N.D.                                      | N.D.         | N.D.         |
| 22 aprile 2000    | Greensboro       | Stati Uniti  | Greensboro Coliseum                         | 1 ; 2              | N.D.                                      | N.D.         | N.D.         |
| 24 aprile 2000    | Chattanooga      | Stati Uniti  | UTC Arena                                   | 1 ; 2              | N.D.                                      | N.D.         | N.D.         |
| 25 aprile 2000    | Memphis          | Stati Uniti  | Pyramid Arena                               | 1 ; 2              | N.D.                                      | N.D.         | N.D.         |
| 28 aprile 2000    | Nashville        | Stati Uniti  | AmSouth Amphitheater                        | 1 ; 2              | N.D.                                      | N.D.         | N.D.         |
| 29 aprile 2000    | Louisville       | Stati Uniti  | Freedom Hall                                | 1 ; 2              | 14 467 / 14 868                           | $689 265     | [ 15 ]       |
| 30 aprile 2000    | Knoxville        | Stati Uniti  | Thompson-Boling Arena                       | 1 ; 2              | N.D.                                      | N.D.         | N.D.         |
| 2 maggio 2000     | Charleston       | Stati Uniti  | Charleston Civic Center                     | 1 ; 2              | 7 711 / 10 000                            | $361 745     | [ 16 ]       |
| 3 maggio 2000     | Roanoke          | Stati Uniti  | Roanoke Civic Center                        | 1 ; 2              | N.D.                                      | N.D.         | N.D.         |
| 5 maggio 2000     | Cleveland        | Stati Uniti  | Gund Arena                                  | 1 ; 2              | 26 698 / 35 000                           | $1 685 210   | [ 16 ]       |
| 6 maggio 2000     | Cleveland        | Stati Uniti  | Gund Arena                                  | 1 ; 2              | 26 698 / 35 000                           | $1 685 210   | [ 16 ]       |
| 7 maggio 2000     | Grand Rapids     | Stati Uniti  | Van Andel Arena                             | 1 ; 2              | 11 791 / 12 420                           | $621 589     | [ 17 ]       |
| 9 maggio 2000     | Toledo           | Stati Uniti  | John F. Savage Hall                         | 1 ; 2              | N.D.                                      | N.D.         | N.D.         |
| 11 maggio 2000    | Chicago          | Stati Uniti  | Allstate Arena                              | 1 ; 2              | N.D.                                      | N.D.         | N.D.         |
| 12 maggio 2000    | Chicago          | Stati Uniti  | Allstate Arena                              | 1 ; 2              | N.D.                                      | N.D.         | N.D.         |
| 13 maggio 2000    | Columbus         | Stati Uniti  | Polaris Amphitheater                        | 1 ; 2              | N.D.                                      | N.D.         | N.D.         |
| 15 maggio 2000    | Peoria           | Stati Uniti  | Peoria Civic Center                         | 1 ; 2              | 9 130 / 9 130                             | $419 795     | [ 18 ]       |
| 16 maggio 2000    | Moline           | Stati Uniti  | MARK of the Quad Cities                     | 1 ; 2              | N.D.                                      | N.D.         | N.D.         |
| 19 maggio 2000    | Milwaukee        | Stati Uniti  | Marcus Amphitheater                         | 1 ; 2              | 17 172 / 22 828                           | $670 177     | [ 18 ]       |
| 20 maggio 2000    | Indianapolis     | Stati Uniti  | Deer Creek Music Center                     | 1 ; 2              | 22 633 / 24 210                           | $1 030 697   | [ 17 ]       |
| 22 maggio 2000    | Cincinnati       | Stati Uniti  | Riverbend Music Center                      | 1 ; 2              | 11 209 / 20 474                           | $500 750     | [ 18 ]       |
| 24 maggio 2000    | Detroit          | Stati Uniti  | The Palace Of Auburn Hills                  | 1 ; 2              | 27 493 / 27 493                           | $1 728 300   | [ 19 ]       |
| 25 maggio 2000    | Detroit          | Stati Uniti  | The Palace Of Auburn Hills                  | 1 ; 2              | 27 493 / 27 493                           | $1 728 300   | [ 19 ]       |
| 26 maggio 2000    | Pittsburgh       | Stati Uniti  | Starlake Amphitheater                       | 1 ; 2              | 14 946 / 23 212                           | $614 934     | [ 20 ]       |
| 6 giugno 2000     | Richmond         | Stati Uniti  | Richmond Coliseum                           | 1 ; 2              | N.D.                                      | N.D.         | N.D.         |
| 9 giugno 2000     | Wantagh          | Stati Uniti  | Nikon at Jones Beach Theater                | 1 ; 2              | 23 542 / 28 200                           | $1 292 865   | [ 19 ]       |
| 10 giugno 2000    | Wantagh          | Stati Uniti  | Nikon at Jones Beach Theater                | 1 ; 2              | 23 542 / 28 200                           | $1 292 865   | [ 19 ]       |
| 12 giugno 2000    | Boston           | Stati Uniti  | Tweeter Center for the Performing Arts      | 1 ; 2              | N.D.                                      | N.D.         | N.D.         |
| 13 giugno 2000    | Boston           | Stati Uniti  | Tweeter Center for the Performing Arts      | 1 ; 2              | N.D.                                      | N.D.         | N.D.         |
| 15 giugno 2000    | Portland         | Stati Uniti  | Cumberland County Civic Center              | 1 ; 2              | N.D.                                      | N.D.         | N.D.         |
| 16 giugno 2000    | Camden           | Stati Uniti  | Blockbuster Sony Music Entertainment Center | 1 ; 2              | N.D.                                      | N.D.         | N.D.         |
| 19 giugno 2000    | Erie             | Stati Uniti  | Erie Civic Center                           | 1 ; 2              | N.D.                                      | N.D.         | N.D.         |
| 20 giugno 2000    | Saratoga Springs | Stati Uniti  | Saratoga Performing Arts Center             | 1 ; 2              | N.D.                                      | N.D.         | N.D.         |
| 22 giugno 2000    | Montréal         | Canada       | Molson Centre                               | 1 ; 2              | N.D.                                      | N.D.         | N.D.         |
| 23 giugno 2000    | Toronto          | Canada       | Air Canada Centre                           | 1 ; 2              | N.D.                                      | N.D.         | N.D.         |
| 24 giugno 2000    | Buffalo          | Stati Uniti  | Marine Midland Arena                        | 1 ; 2              | N.D.                                      | N.D.         | N.D.         |
| 27 giugno 2000    | East Rutherford  | Stati Uniti  | Continental Airlines Arena                  | 1 ; 2              | 27 910 / 30 000                           | $1 565 100   | [ 21 ]       |
| 28 giugno 2000    | East Rutherford  | Stati Uniti  | Continental Airlines Arena                  | 1 ; 2              | 27 910 / 30 000                           | $1 565 100   | [ 21 ]       |
| 30 giugno 2000    | Raleigh          | Stati Uniti  | Alltel Pavilion                             | 1 ; 2              | N.D.                                      | N.D.         | N.D.         |
| 1 luglio 2000     | Washington       | Stati Uniti  | Nissan Pavilion                             | 1 ; 2              | N.D.                                      | N.D.         | N.D.         |
| 2 luglio 2000     | Virginia Beach   | Stati Uniti  | Virginia Beach Amphitheater                 | 1 ; 2              | N.D.                                      | N.D.         | N.D.         |
| 5 luglio 2000     | Hershey          | Stati Uniti  | Hersheypark Stadium                         | 1 ; 2              | 18 232 / 28 824                           | $844 177     | [ 22 ]       |
| 7 luglio 2000     | Scranton         | Stati Uniti  | Toyota Pavilion at Montage Mountain         | 1 ; 2              | N.D.                                      | N.D.         | N.D.         |
| 8 luglio 2000     | Hartford         | Stati Uniti  | Music Meadows Theater                       | 1 ; 2              | N.D.                                      | N.D.         | N.D.         |
| 11 luglio 2000    | Madison          | Stati Uniti  | Kohl Center                                 | 1 ; 2              | N.D.                                      | N.D.         | N.D.         |
| 13 luglio 2000    | Minneapolis      | Stati Uniti  | Target Center                               | 1 ; 2              | N.D.                                      | N.D.         | N.D.         |
| 14 luglio 2000    | Fargo            | Stati Uniti  | Fargodome                                   | 1 ; 2              | N.D.                                      | N.D.         | N.D.         |
| 16 luglio 2000    | Winnipeg         | Canada       | Winnipeg Arena                              | 1 ; 2              | N.D.                                      | N.D.         | N.D.         |
| 17 luglio 2000    | Saskatoon        | Canada       | Saskatchewan Place                          | 1 ; 2              | N.D.                                      | N.D.         | N.D.         |
| 19 luglio 2000    | Calgary          | Canada       | Pengrowth Saddledome                        | 1 ; 2              | N.D.                                      | N.D.         | N.D.         |
| 20 luglio 2000    | Edmonton         | Canada       | Skyreach Centre                             | 1 ; 2              | N.D.                                      | N.D.         | N.D.         |
| 22 luglio 2000    | George           | Stati Uniti  | Gorge Amphitheater                          | 1 ; 2              | 17 676 / 20 000                           | $955 339     | [ 23 ]       |
| 24 luglio 2000    | Portland         | Stati Uniti  | Rose Garden Arena                           | 1 ; 2              | N.D.                                      | N.D.         | N.D.         |
| 26 luglio 2000    | Nampa            | Stati Uniti  | Idaho Center                                | 1 ; 2              | N.D.                                      | N.D.         | N.D.         |
| 28 luglio 2000    | Mountain View    | Stati Uniti  | Shoreline Amphitheater                      | 1 ; 3              | N.D.                                      | N.D.         | N.D.         |
| 29 luglio 2000    | Sacramento       | Stati Uniti  | Sacramento Valley Amphitheater              | 1 ; 3              | N.D.                                      | N.D.         | N.D.         |
| 30 luglio 2000    | Concord          | Stati Uniti  | Chronicle Pavilion                          | 1 ; 4              | N.D.                                      | N.D.         | N.D.         |
| 1 agosto 2000     | Fresno           | Stati Uniti  | Selland Arena                               | 1 ; 4              | N.D.                                      | N.D.         | N.D.         |
| 2 agosto 2000     | Las Vegas        | Stati Uniti  | Mandalay Bay Events Center                  | 1 ; 4              | N.D.                                      | N.D.         | N.D.         |
| 11 agosto 2000    | Irvine           | Stati Uniti  | Irvine Meadows Amphitheater                 | 1 ; 2              | N.D.                                      | N.D.         | N.D.         |
| 12 agosto 2000    | San Bernardino   | Stati Uniti  | Glen Helen Blockbuster Pavilion             | 1 ; 2              | N.D.                                      | N.D.         | N.D.         |
| 14 agosto 2000    | Denver           | Stati Uniti  | Fiddlers Green Amphitheater                 | 1 ; 2              | N.D.                                      | N.D.         | N.D.         |
| 15 agosto 2000    | Albuquerque      | Stati Uniti  | Tingley Coliseum                            | 1 ; 2              | N.D.                                      | N.D.         | N.D.         |
| 17 agosto 2000    | Austin           | Stati Uniti  | Frank Erwin Center                          | 1 ; 2              | N.D.                                      | N.D.         | N.D.         |
| 18 agosto 2000    | Lafayette        | Stati Uniti  | Cajundome                                   | 1 ; 2              | N.D.                                      | N.D.         | N.D.         |
| 19 agosto 2000    | Jackson          | Stati Uniti  | Mississippi Coliseum                        | 1 ; 2              | N.D.                                      | N.D.         | N.D.         |
| 21 agosto 2000    | Biloxi           | Stati Uniti  | Mississippi Coast Coliseum                  | 1 ; 2              | N.D.                                      | N.D.         | N.D.         |
| 22 agosto 2000    | Houston          | Stati Uniti  | Cynthia Woods Mitchell Pavilion             | 2 ; 5              | N.D.                                      | N.D.         | N.D.         |
| 23 agosto 2000    | Fort Worth       | Stati Uniti  | Fort Worth Convention Center                | 1 ; 2              | N.D.                                      | N.D.         | N.D.         |
| 25 agosto 2000    | Bonner Springs   | Stati Uniti  | Sandstone Amphitheater                      | 1 ; 2              | N.D.                                      | N.D.         | N.D.         |
| 26 agosto 2000    | Saint Louis      | Stati Uniti  | Riverport Amphitheater                      | 1 ; 2              | N.D.                                      | N.D.         | N.D.         |
| 28 agosto 2000    | Wichita          | Stati Uniti  | Kansas Coliseum                             | 1 ; 2              | N.D.                                      | N.D.         | N.D.         |
| 29 agosto 2000    | Omaha            | Stati Uniti  | Omaha Civic Auditorium                      | 1 ; 2              | N.D.                                      | N.D.         | N.D.         |
| 30 agosto 2000    | Ames             | Stati Uniti  | Hilton Coliseum                             | 1 ; 2              | N.D.                                      | N.D.         | N.D.         |
| 1 settembre 2000  | Carbondale       | Stati Uniti  | SIU Arena                                   | 1 ; 2              | N.D.                                      | N.D.         | N.D.         |
| 2 settembre 2000  | Cedar Rapids     | Stati Uniti  | Five Seasons Center                         | 1 ; 2              | N.D.                                      | N.D.         | N.D.         |
| 5 settembre 2000  | Rockford         | Stati Uniti  | Rockford Metro Center                       | 1 ; 2              | N.D.                                      | N.D.         | N.D.         |
| 6 settembre 2000  | East Lansing     | Stati Uniti  | Breslin Center                              | 2 ; 5              | N.D.                                      | N.D.         | N.D.         |
| 8 settembre 2000  | Lexington        | Stati Uniti  | Rupp Arena                                  | 1 ; 2              | N.D.                                      | N.D.         | N.D.         |
| 9 settembre 2000  | Indianapolis     | Stati Uniti  | Conseco Fieldhouse                          | 1 ; 2              | N.D.                                      | N.D.         | N.D.         |
| 10 settembre 2000 | Evansville       | Stati Uniti  | Roberts Stadium                             | 1 ; 2              | N.D.                                      | N.D.         | N.D.         |
| 12 settembre 2000 | Clarkston        | Stati Uniti  | Pine Knob Music Theater                     | 2 ; 5              | N.D.                                      | N.D.         | N.D.         |
| 13 settembre 2000 | Dayton           | Stati Uniti  | Ervin J. Nutter Center                      | 1 ; 2              | N.D.                                      | N.D.         | N.D.         |
| 15 settembre 2000 | Binghamton       | Stati Uniti  | Broome County Veterans Memorial Arena       | 1 ; 2              | N.D.                                      | N.D.         | N.D.         |
| 16 settembre 2000 | Siracuse         | Stati Uniti  | War Memorial Arena                          | 1 ; 2              | N.D.                                      | N.D.         | N.D.         |
| 18 settembre 2000 | Providence       | Stati Uniti  | Providence Civic Center                     | 1 ; 2              | N.D.                                      | N.D.         | N.D.         |
| 20 settembre 2000 | Québec           | Canada       | Colisée de Québec                           | 2 ; 6              | N.D.                                      | N.D.         | N.D.         |
| 21 settembre 2000 | Ottawa           | Canada       | Corel Centre                                | 2 ; 6              | N.D.                                      | N.D.         | N.D.         |
| 23 settembre 2000 | Hamilton         | Canada       | Copps Coliseum                              | 2 ; 6              | N.D.                                      | N.D.         | N.D.         |
| 26 settembre 2000 | Trenton          | Stati Uniti  | Sovereign Bank Arena                        | 2                  | N.D.                                      | N.D.         | N.D.         |
| 27 settembre 2000 | University Park  | Stati Uniti  | Bryce Jordan Center                         | 2                  | N.D.                                      | N.D.         | N.D.         |
| 29 settembre 2000 | Ohio             | Stati Uniti  | Nationwide Arena                            | 2                  | N.D.                                      | N.D.         | N.D.         |
| 30 settembre 2000 | Chicago          | Stati Uniti  | New World Music Theater                     | 2                  | N.D.                                      | N.D.         | N.D.         |
| 1 ottobre 2000    | Champaign        | Stati Uniti  | Assembly Hall                               | 2                  | N.D.                                      | N.D.         | N.D.         |
| 3 ottobre 2000    | Uncasville       | Stati Uniti  | Mohegan Sun Arena                           | 2                  | N.D.                                      | N.D.         | N.D.         |
| 4 ottobre 2000    | Columbia         | Stati Uniti  | Merriweather Post Pavilion                  | 2 ; 7              | N.D.                                      | N.D.         | N.D.         |
| 6 ottobre 2000    | Charlotte        | Stati Uniti  | Charlotte Coliseum                          | 2                  | N.D.                                      | N.D.         | N.D.         |
| 7 ottobre 2000    | Charleston       | Stati Uniti  | North Charleston Coliseum                   | 2                  | N.D.                                      | N.D.         | N.D.         |
| Asia              |                  |              |                                             |                    |                                           |              |              |
| 9 marzo 2001      | Yokohama         | Giappone     | Yokohama Arena                              | N.D.               | N.D.                                      | N.D.         | N.D.         |
| 10 marzo 2001     | Yokohama         | Giappone     | Yokohama Arena                              | N.D.               | N.D.                                      | N.D.         | N.D.         |
| 13 marzo 2001     | Tokyo            | Giappone     | Tokyo Dome                                  | N.D.               | N.D.                                      | N.D.         | N.D.         |
| 16 marzo 2001     | Fukuoka          | Giappone     | Kokusai Center                              | N.D.               | N.D.                                      | N.D.         | N.D.         |
| 18 marzo 2001     | Nagoya           | Giappone     | Nagoya Rainbow Hall                         | N.D.               | N.D.                                      | N.D.         | N.D.         |
| 21 marzo 2001     | Osaka            | Giappone     | Osaka Castle Hall                           | N.D.               | N.D.                                      | N.D.         | N.D.         |
| 22 marzo 2001     | Osaka            | Giappone     | Osaka Castle Hall                           | N.D.               | N.D.                                      | N.D.         | N.D.         |
| Oceania           |                  |              |                                             |                    |                                           |              |              |
| 29 marzo 2001     | Perth            | Australia    | Burswood Dome                               | 8                  | N.D.                                      | N.D.         | N.D.         |
| 1 aprile 2001     | Adelaide         | Australia    | Adelaide Entertainment Center               | 8                  | N.D.                                      | N.D.         | N.D.         |
| 3 aprile 2001     | Melbourne        | Australia    | Rod Laver Arena                             | 8                  | N.D.                                      | N.D.         | N.D.         |
| 4 aprile 2001     | Melbourne        | Australia    | Rod Laver Arena                             | 8                  | N.D.                                      | N.D.         | N.D.         |
| 5 aprile 2001     | Melbourne        | Australia    | Rod Laver Arena                             | 8                  | N.D.                                      | N.D.         | N.D.         |
| 7 aprile 2001     | Sydney           | Australia    | Sydney Superdome                            | 8                  | N.D.                                      | N.D.         | N.D.         |
| 8 aprile 2001     | Sydney           | Australia    | Sydney Superdome                            | 8                  | N.D.                                      | N.D.         | N.D.         |
| 13 aprile 2001    | Gold Coast       | Australia    | Carrara Stadium                             | 8                  | N.D.                                      | N.D.         | N.D.         |
| Totale            | Totale           | Totale       | Totale                                      | Totale             | 299 728 / 367 778                         | $15 983 432  | N.D.         |

### Date cancellate o posticipate
| Data              | Città       | Stato       | Luogo                    | Motivo |
| ----------------- | ----------- | ----------- | ------------------------ | ------ |
| 17 maggio 2000    | Minneapolis | Stati Uniti | Target Center            |        |
| 24 settembre 2000 | Lake Placid | Stati Uniti | Lake Placid Civic Center |        |
| 13 novembre 2000  | Hiroshima   | Giappone    | Sun Plaza Hall           |        |
| 15 novembre 2000  | Osaka       | Giappone    | Osaka Castle Hall        |        |
| 16 novembre 2000  | Osaka       | Giappone    | Osaka Castle Hall        |        |
| 17 novembre 2000  | Nagoya      | Giappone    | Nagoya Rainbow Hall      |        |
| 19 novembre 2000  | Tokyo       | Giappone    | Tokyo Dome               |        |
| 20 novembre 2000  | Yokohama    | Giappone    | Yokohama Arena           |        |
| 1 aprile 2001     | Adelaide    | Australia   | Hindmarsh Stadium        |        |

## Scaletta

### Scaletta nordamericana
1. Detroit Rock City
2. Deuce
3. Shout It Out Loud
4. I Love It Loud
5. Shock Me
6. Firehouse
7. Do You Love Me?
8. Calling Dr. Love
9. Heaven's On Fire
10. Let Me Go, Rock 'N Roll
11. 2,000 Man
12. Psycho Circus
13. Lick It Up
14. God Of Thunder
15. Cold Gin
16. 100,000 Years
17. Love Gun
18. I Still Love You (performata da Paul Stanley)
19. Black Diamond

Altro
1. Beth
2. Rock And Roll All Nite

### Scaletta australiana e giapponese[24]
1. Detroit Rock City.
2. Deuce.
3. Shout It Out Loud.
4. Talk To Me [25]
5. I Love It Loud.
6. Firehouse.
7. Do You Love Me?.
8. Calling Dr. Love.
9. Heaven's On Fire.
10. Let Me Go, Rock 'N Roll.
11. Shock Me. (con assolo di chitarra di Ace Frehley)
12. Psycho Circus.
13. Lick It Up.
14. God Of Thunder. (con assolo di batteria di Eric Singer)
15. Cold Gin.
16. 100,000 Years.
17. Love Gun.
18. I Still Love You.  (performata da Paul Stanley)
19. Black Diamond.

Altro
1. I Was Made For Lovin' You [26]
2. Rock And Roll All Nite.

## Formazione
- Gene Simmons - basso, voce
- Paul Stanley - chitarra ritmica, voce
- Peter Criss - batteria, voce[27]
- Ace Frehley - chitarra solista, voce

### Altri musicisti
- Eric Singer - batteria, voce[28]